# Shahrestān di Saravan
Lo shahrestān di Saravan (farsi شهرستان سراوان) è uno dei 18 shahrestān del Sistan e Baluchistan, il capoluogo è Saravan. Lo shahrestān è suddiviso in 4 circoscrizioni (bakhsh): 
- Centrale (بخش مرکزی)
- Jaleq (بخش جالق), con la città di Jāleq.
- Bam Pasht (بخش بم پشت), con la città di Sirkan.
- Hiduch (بخش هیدوچ), con la città di Hiduch.